# 핼 클레먼트

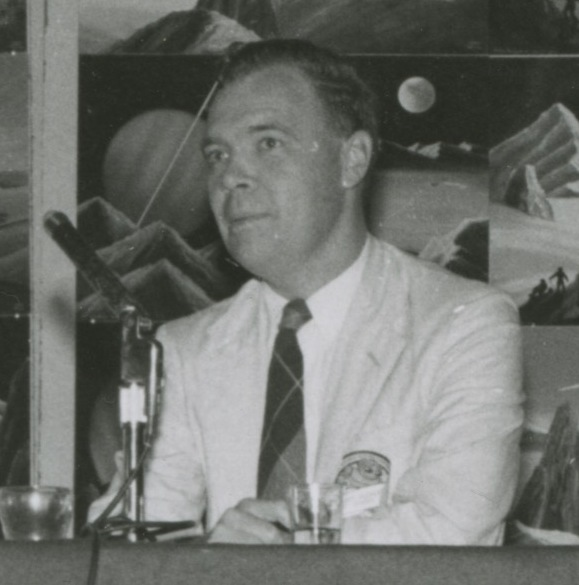

해리 클레먼트 스텁스(Harry Clement Stubbs, 1922년 5월 30일 ~ 2003년 10월 29일)는 핼 클레먼트(Hal Clement)라는 필명으로 알려진 미국의 과학소설가이며, 하드 SF라는 세부장르의 수장이다.
매사추세츠주 미들섹스 군 서머빌 시에서 태어났다. 하버드 대학교에 진학해 1943년 천문학 학사 학위를 받고 졸업했다. 보스턴 대학교에서 1946년 화학 교육석사 학위를 받았다. 처음 소설을 발표한 건 1942년경.
제2차 세계 대전이 발발하자 B-24 리버레이터 조종사가 되어 유럽 전선에 참전, 총 35회의 전투비행을 했다. 종전 후에는 공군 예비군 사령부에서 근무하다가 대령으로 퇴역. 매사추세츠주 노퍽 군 밀턴 읍에 소재한 명문 사립고 밀턴 아카데미에서 천문학과 화학을 가르쳤다.